# رود پیرساعت

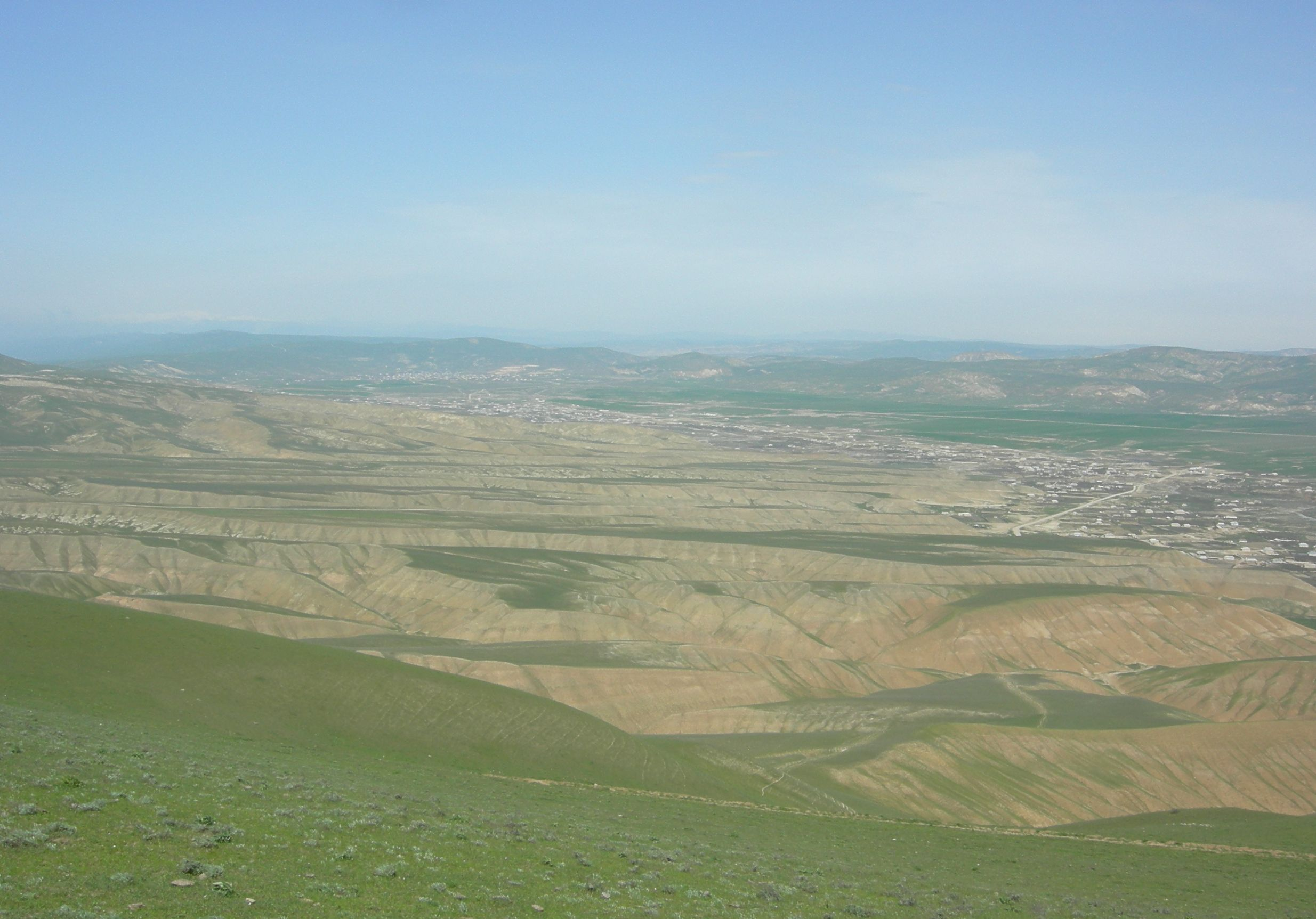
دورنمایی از رود پیرساعت

پیرساعت (به لاتین: Pirsaatçay) یک رودخانه در جمهوری آذربایجان که از میان شهرستان اسماعیللی، شهرستان شماخی و شهرستان سالیان گذر می‌کند. طول این رودخانه ۱۹۹ کیلومتر و سطح حوزه آن ۲۲۷۰ کیلومتر مربع است. منبع تغذیه این رودخانه برف، باران و آب‌های زیرزمینی است. بزرگ‌ترین شاخه آن زغالوا (Zoghalava) است.
روستای چخوریورد در ساحل سمت راست این رودخانه واقع شده‌است که مالاکان‌ها در آن ساکن است. خانقاه پیرساعت‌چای متعلق به قرون وسطی در کرانه این رود در شهرستان سالیان واقع شده‌است.